# Ineu
Ineu là một thị xã thuộc hạt Arad, România. Dân số thời điểm năm 2002 là 10216 người.